# Saint-Paul-du-Vernay

Saint-Paul-du-Vernay este o comună în departamentul Calvados, Franța. În 1 ianuarie 2022 avea o populație de 830 de locuitori.